# キユミの詩集 サユルの刺繍
『キユミの詩集 サユルの刺繍』（キユミのししゅう サユルのししゆう）は、杉田愉監督による2010年の日本映画。
『キユミの肘 サユルの膝』から続く“キユミ＆サユル春夏秋冬シリーズ”の第二作である。
アカデミー賞（映画芸術科学アカデミー）公認の第39回ウエスカ国際映画祭（スペイン）や第40回モントリオール・ヌーヴォ国際映画祭（カナダ）、
国際映画製作者連盟（FIAPF）公認の第21回サンクトペテルブルク国際記録短編映画祭（ロシア）をはじめ世界26カ国の50を超える主要な映画祭で招待上映され現在までの受賞は12冠。

## 概要
南米ではグラウベル・ローシャ没後30年に生誕の地で開催された第38回バイーア国際映画祭（ブラジル）のコンペティション部門に出品されグランプリに次ぐ銀犰狳賞を受賞。第19回サンティアゴ国際短編映画祭（チリ）のコンペティション部門では最優秀撮影賞を受賞。
北米ではシネ・ゴールデン・イーグル・アワード（米国）第56回金鷲賞を受賞。
クエンティン・タランティーノが現オーナーを務め80年以上の歴史を誇るハリウッド老舗映画館「ニュー・ビバリー・シネマ」で劇場公開された。
欧州では第16回バリャドリード国際短編映画祭（スペイン）で主演の丸山桃子と品田涼花が最優秀女優賞候補にノミネートを果たす。第5回プルヴィカーダル国際記録短編映画祭（ボスニア・ヘルツェゴビナ）ではグランプリとなるパヴレ・カラジョルジェヴィチ賞を受賞。

## ストーリー
枯れ枝に落ち葉を付けるように詩を書くキユミと虹色の詩集ノートを包むカバーに葉の刺繍を施すサユル。初秋から晩秋へと移りゆく季節のなかで思春期の複雑な心の揺れを描いた物語。

## キャスト
- キユミ：丸山桃子
- サユル：品田涼花

## スタッフ
- エグゼクティブプロデューサー：杉田至
- プロデューサー：杉田愉
- 監督：杉田愉
- 脚本：杉田愉
- 編集：杉田愉
- 撮影：サーシャ・ソクーロフ
- 録音：リーリア・ソクーロフ
- 美術：甲斐真弓
- 衣裳：杉田和美
- 製作：「キユミの詩集 サユルの刺繍」製作委員会 / フィルム・グラン・フェッテ

## 受賞・上映歴
- 第64回サレルノ国際映画祭（イタリア)
- 第64回カンヌ国際映画祭（フランス）
- 第58回ベオグラード国際記録短編映画祭（セルビア）
- 第40回モントリオール・ヌーヴォ国際映画祭（カナダ）
- 第39回ウエスカ国際映画祭（スペイン）
- 第38回ブリュッセル国際映画祭（ベルギー）
- 第31回ミネアポリス・セントポール国際映画祭（アメリカ）
- 第30回ウルグアイ国際映画祭（ウルグアイ）
- 第21回サンクトペテルブルク国際記録短編映画祭（ロシア）
- 第28回ロサンゼルス・アジア・パシフィック映画祭（アメリカ）
- 第18回ダマスカス国際映画祭（シリア）
- 第17回ブラッドフォード国際映画祭（イギリス）
- 第11回伊参スタジオ映画祭（日本）
- 第5回田辺・弁慶映画祭（日本)、他
- 第56回シネ・ゴールデン・イーグル・アワード（アメリカ）金鷲賞
- 第44回ヒューストン国際映画祭（アメリカ）金賞（ゴールド・レミ・アワード賞）
- 第38回バイーア国際映画祭（ブラジル）銀犰狳賞（タトゥ・デ・プラッタ賞）
- 第21回映画祭TAMA CINEMA FORUM 第12回TAMA NEW WAVEコンペティション（日本）特別賞
- 第19回サンティアゴ国際短編映画祭（チリ）最優秀撮影賞（ベスト・シネマトグラファー賞）
- 第6回ハリウッド・リール・インディペンデント映画祭（アメリカ）最優秀実験映画賞（ベスト・エクスペリメンタル・フィルム賞）
- 第5回プルヴィカーダル国際記録短編映画祭（ボスニア・ヘルツェゴビナ）最高賞グランプリ(パヴレ・カラジョルジェヴィチ賞)他、多数
- 第85回キネマ旬報ベストテン（日本）文化映画第28位